# Jules Frossard de Saugy
Pour les articles homonymes, voir Jules Frossard (homonymie) et Frossard.
Jules Frossard de Saugy, né le 5 février 1795 à Vinzel (canton de Vaud) et mort le 23 décembre 1867 à Oullins, en France, est un militaire et une personnalité politique suisse.

## Biographie
De confession protestante, originaire de Moudon et de Genève, Jules Frossard de Saugy est le fils de Daniel-Louis Frossard de Saugy (officier et conseiller à la cour de Russie, personnalité de la Révolution vaudoise) et le frère de Louis Frossard de Saugy (homme politique). Il épouse Mathilde Guiguer de Prangins.

### Carrière militaire
Il est officier de hussards en Westphalie, en France (lors des campagnes de 1813 et 1814) et en Russie (entre 1815 et 1825). Il revient en Suisse avec le grade de capitaine de la garde et le rang de chef d'escadron. Jules Frossard de Saugy est nommé inspecteur général des milices vaudoises en 1834. Il est en outre préfet du district de Nyon de 1832 à 1834.

### Parcours politique
Jules Frossard de Saugy est député au Grand Conseil vaudois dès 1834. Il est élu au Conseil d'État en 1835 avant d'en être évincé lors de la Révolution radicale de 1845. Il quitte alors la Suisse et s'installe à Lyon et crée une fabrique de matériel pour les chemins de fer,.